# جرائم القتل في تيكساركانا
جرائم ضوء القمر هي جرائم قتل متسلسلة حدثت في تيكساركانا، تكساس في أوقات متأخرة من الشتاء والربيع في عام 1946 يقدر عددها بأربع هجمات حيث قٌتل خمسة من أصل ثمانِ ضحية وما زالت القضية غير محلولة.
الهجمات حدثت ليلًا بين 22 فبراير إلى 3 مايو من عام 1946، كان الضحايا من المتزوجين ووقعت الهجمات الثلاث الأولى في حدائق للمتزوجين والطرق الهادئة من الشوارع في تكساس بينما وقع الهجوم الرابع في منزل ريفي معزول .
تسببت الهجمات في نوبة ذعر لمواطنين تلك المدينة في الصيف لذا سلحوا انفسهم وأغلقوا الأبواب بالأقفال بعد غروب الشمس عندما كانت دوريات الشرطة تتجول في الشوارع بالإضافة إلى إن المتاجر قد بائعت الأسلحة والذخائر والأقفال وغيرها من أشياء الحماية.
حاول بعض الأشخاص نصب كمين للقاتل.